# Croton ascendens
Croton ascendens é uma espécie de planta da família Euphorbiaceae e do gênero Croton, encontrada no bioma amazônico.  Seu nome vernacular é algodão-bravo.

## Taxonomia
O táxon foi descrito oficialmente em 1992 por Nelson A. Rosa e Ricardo de Sousa Secco, pesquisadores do Museu Paraense Emilio Goeldi. Foi a segunda liana do gênero descrita na América do Sul, após Croton pullei, sendo incomum a presença de lianas nesse gênero.
O holótipo foi coletado em Paragominas, no estado brasileiro do Pará e depositado no Museu Goeldi (de sigla MG).  Isótipos da espécie foram depositados nos herbários do  Jardim Botânico de Kew (K), do Jardim Botânico de Missouri (MO) e no Herbário Nacional da Holanda (U, de Utrecht).